# Konrad Kurt Ladstatter
Konrad Kurt Ladstatter (né le 2 mai 1968 à Valdaora) est un ancien skieur alpin italien.

## Palmarès

### Jeux olympiques
| Épreuve / Édition | Albertville 1992 |
| Slalom            | 21e              |

### Championnats du monde
| Épreuve / Édition | Sierra Nevada 1996 | Sestrière 1997 |
| Slalom            | 18e                | DNF            |

### Coupe du monde
- Meilleur classement final : 15e en 1990.
- Meilleur résultat : 3e.